# Rhipidura albogularis
Rhipidura albogularis là một loài chim trong họ Rhipiduridae.